# 昆德拉图尔
昆德拉图尔（Kundrathur），是印度泰米尔纳德邦Kancheepuram县的一个城镇。总人口25028（2001年）。

## 人口
该地2001年总人口25028人，其中男性12626人，女性12402人；0—6岁人口2817人，其中男1399人，女1418人；识字率71.50%，其中男性为78.71%，女性为64.17%。